# Rzut karny (piłka ręczna)
Rzut karny w piłce ręcznej zarządzany jest w razie niezgodnej z przepisami gry interwencji zawodników lub osób towarzyszących,  błędnego sygnału gwizdka lub sygnału automatycznego, interwencji innych osób, np. widzów, lub działania siły wyższej (np. awarii oświetlenia) w sytuacji pewnej do zdobycia bramki. Wyjątkiem jest sytuacja, gdy zawodnik mimo nieprzepisowej interwencji utrzymuje kontrolę nad piłką i ruchem ciała.
Wykonuje się go sprzed linii rzutów karnych (linii siedmiu metrów), jednak nie dalej niż metr za nią. Na wykonanie rzutu zawodnik wykonujący rzut karny ma 3 sekundy od gwizdka sędziego. Nie wolno mu przekraczać ani dotykać linii 7 metrów, jak i oderwać ani przesunąć stopy dopóki jego ręka ma kontakt z piłką.
Podczas wykonywania rzutu karnego zawodnicy z drużyny atakującej jak i obrońców nie mogą przekroczyć linii rzutów wolnych do czasu, aż piłka opuści rękę rzucającego. Naruszenie linii 9 metrów (linii rzutów wolnych) przez zawodnika broniącego może skutkować powtórzeniem rzutu. Naruszenie strefy przez zawodnika z drużyny wykonującego rzut karny karane jest rzutem wolnym dla przeciwnika. Dodatkowo zawodnicy z drużyny obrońców nie mogą zbliżyć się do wykonawcy rzutu na odległość mniejszą niż 3 metry. Bramkarz może swobodnie poruszać się, o ile nie przekracza „linii wyjścia bramkarza” (linii 4 metrów).